# Natália Kelly
Natália Kelly (Estados Unidos, 18 de dezembro de 1994) é uma cantora austro-americana de origens brasileiras que representou a Áustria no Festival Eurovisão da Canção 2013 com a canção "Shine".

## Biografia
Natália Kelly é filha de empresário americano, mãe brasileira e avó austríaca. Kelly chegou à Áustria em 2000 com apenas 5 anos de idade. 
Kelly deu os primeiros passos no mundo da música muito cedo. Com apenas 8 anos de idade já sabia o que queria e decidiu ser cantora profissional. Ela toca piano e guitarra. Em 2004, com 10 anos, já fazia parte da ópera infantil na produção de "In 80 Tagen um die Welt" (A Volta ao Mundo em 80 Dias) no teatro local de Baden. Ainda em 2004, alcança um honroso segundo lugar no programa de música da rede de televisão ORF "Kiddy Contest".
Nos anos seguintes, Kelly participou em várias competições, incluindo o “Prima La Musica” para piano e música clássica. Entre 2005 e 2007, Kelly foi um dos membros do grupo jovem Austro/Pop “Gimme 5” tendo assinado contrato com a Universal Music Austria, sendo produzida pelo famoso produtor austríaco Alexander Kahr.
Em 2011, Kelly participou na versão austríaca do programa "The Voice", e como prêmio recebeu a gravação da sua música no estúdio de Alexander Kahr. Depois disso Kelly foi contratada pela Universal Music para gravar um álbum.
Em 15 de fevereiro de 2013, Kelly fez parte do concurso Österreich rockt Song Contest, a seleção nacional austríaca com vista ao apuramento para o Festival Eurovisão da Canção 2013, onde interpretou a canção "Shine". No final da votação, Kelly recebeu 32 pontos do júri, e 38 pontos do televoto, obtendo um total de 70 pontos, e com isso se classificou em primeiro lugar e participou na 1ª semi-final do Festival Eurovisão da Canção 2013.
Lançou o seu primeiro álbum a 12 de abril de 2013.

## Discografia

### Álbuns
- Natália Kelly (2013)[4]

### Singles
- "Shine" (2013)[4]